# Myc
Myc هو جين منظم يعمل على تشفير عامل النسخ. اكتُشفَ هذا الجين لأول مرة في شخص مُصاب بلمفوما بيركت.

## الوظيفة
يعمل علي بدء دوره الخلية منG0 حتى إكمال الدورة، كما أن لهُ دورٌ في تثبيط الجينات المسؤولة عن موت الخلايا المبرمج.

## التآثرات
وجدَ أنَّ Myc يتآثر مع:
- ACTL6A[1]
- بروتين BRCA1 ومرض ألزهايمر[2][3][4][5]
- عائلة بي سي إل 2[6]
- Cyclin T1[7]
- CHD8[8]
- DNMT3A[9]
- EP400[10]
- GTF2I[11]
- HTATIP[12]
- let-7[13][14][15]
- MAPK1[6][16][17]
- MAPK8[18]
- MAX[19][20][21][22][23][24][25][26][27][28][29][30][31]
- MLH1[23]
- MYCBP2[32]
- MYCBP[33]
- N-myc[2]
- NFYB[34]
- NFYC[35]
- P73[36]
- PCAF[37]
- PFDN5[38][39]
- RuvB-like 1[1][10]
- SAP130[37]
- SMAD2[40]
- SMAD3[40]
- SMARCA4[1][19]
- SMARCB1[22]
- SUPT3H[37]
- TIAM1[41]
- TADA2L[37]
- TAF9[37]
- TFAP2A[42]
- TRRAP[1][20][21][37]
- WDR5[43]
- YY1[44] and
- ZBTB17.[45][46]

## وصلات خارجية
- myc+Proto-Oncogene+Proteins في المكتبة الوطنية الأمريكية للطب نظام فهرسة المواضيع الطبية (MeSH).

- FactorBook C-Myc